# Ferdinand Robert (Schauspieler)
Ferdinand Robert (* 26. März 1877 als Ferdinand Anton Johann Emanuel Stiller in Wien; † 21. November 1948 in Berlin) war ein österreichischer Schauspieler bei Bühne und Film.

## Leben und Wirken
Der Sohn des Oberoffizials Ferdinand Stiller und seiner Frau Karolina, geb. Zetschke, trat seit etwa der Jahrhundertwende an den unterschiedlichsten Bühnen des Deutschen Reichs auf, sowohl in der Hauptstadt (z. B. am Central-Theater) als auch in der deutschen Provinz (z. B. im oberschlesischen Ratibor). Später wirkte er nicht mehr als festes Ensemblemitglied und konzentrierte sich seit Beginn des Ersten Weltkriegs auf die Arbeit beim Stummfilm. Anfänglich spielte er Hauptrollen an der Seite beliebter Darsteller wie Fern Andra, Lotte Neumann, Werner Krauß, Emil Jannings, Fritz Kortner und Friedrich Zelnik und erhielt zu Beginn der 1920er Jahre von zwei winzigen Produktionsfirmen auch mindestens zweimal die Gelegenheit, Filmregie zu führen. 
Seit Beginn des Tonfilms, zu dem Ferdinand Robert verspätet (1935) stieß, erhielt er nur noch Episodenrollen. Als häufig besetzte Charge sah man ihn die kommenden zehn Jahre bis kurz vor Ende des Zweiten Weltkriegs. Dabei handelte es sich oftmals um sekundenkurze Auftritte, in denen Robert immer wieder Gäste aller Arten – mal den eines Hotels und Herrenclubs, dann wieder den einer Bar und eines Restaurants und schließlich den eines Hofballs und den in einer Gondel – verkörperte.
Ferdinand Robert starb 1948 in seiner Wohnung in Berlin-Wilmersdorf. Er war von 1940 bis zu seinem Tod mit Röschen, geb. Troschke, verheiratet.

## Filmografie (kleine Auswahl)
- 1915: Es fiel ein Reif in der Frühlingsnacht
- 1915: Auf Umwegen zum Glück
- 1916: Der Einsiedler von St. Georg
- 1916: Im Angesicht des Toten
- 1916: Die grüne Phiole
- 1916: In letzter Sekunde
- 1919: Baccarat
- 1919: Opfer
- 1919: Hotel Medusa
- 1920: Die Benefiz-Vorstellung der vier Teufel
- 1920: Präsident Barrada
- 1920: Um der Liebe Willen (Regie)
- 1920: Die Brüder Karamasoff
- 1920: Der Lachdoktor
- 1921: Der Geiger von Meissen (Regie, Drehbuch)
- 1921: Der Held des Tages
- 1921: Die Nacht ohne Morgen
- 1922: Der einzige Zeuge
- 1922: Es kommt der Tag
- 1923: Der Geisterseher
- 1935: Alle Tage ist kein Sonntag
- 1935: Herbstmanöver
- 1936: Allotria
- 1936: Intermezzo
- 1937: Alarm in Peking
- 1937: Brillanten
- 1937: Gasparone
- 1937: Das indische Grabmal
- 1937: Die Umwege des schönen Karl
- 1938: Rätsel um Beate
- 1938: Dreiklang
- 1938: Geheimzeichen LB 17
- 1939: Salonwagen E 417
- 1939: Der Gouverneur
- 1939: Hallo Janine
- 1939: Es war eine rauschende Ballnacht
- 1939: Heimatland
- 1939: Robert Koch, der Bekämpfer des Todes
- 1939: Die Reise nach Tilsit
- 1940: Kriminalkommissar Eyck
- 1940: Die 3 Codonas
- 1941: … reitet für Deutschland
- 1941: Die Nacht in Venedig
- 1942: Der Fall Rainer
- 1942: GPU
- 1942: Liebeskomödie
- 1942: Titanic
- 1943: Ich vertraue Dir meine Frau an
- 1943: Der kleine Grenzverkehr
- 1943: Die beiden Schwestern
- 1943/46: Peter Voss, der Millionendieb
- 1944: Solistin Anna Alt
- 1944: Der Mann, dem man den Namen stahl
- 1944/48: Intimitäten
- 1944/52: Das Mädchen Juanita